# 洛斯盧塞羅斯 (新墨西哥州)
洛斯盧塞羅斯（英語：Los Luceros）是位於美國新墨西哥州里奧阿里巴縣的普查規定居民點。

## 人口
根據2020年美國人口普查的數據，洛斯盧塞羅斯的面積為4.31平方千米，當中陸地面積為4.25平方千米，而水域面積為0.06平方千米。當地共有人口891人，而人口密度為每平方千米206.73人。